# Kevin Kelly
Kevin Kelly (Pennsylvania, 28 april 1952) is de oorspronkelijke Amerikaanse hoofdredacteur van het tijdschrift Wired en voormalig redacteur/uitgever van de Whole Earth Catalog. Tevens is hij schrijver, fotograaf, natuurbeschermer en student van Aziatische en digitale cultuur.